# Villanueva de Guadamejud
Villanueva de Guadamejud es un municipio español de la provincia de Cuenca, en la comunidad autónoma de Castilla-La Mancha. Ubicado cerca de Huete, en una plana hondonada entre montañas, tiene una población de 53 habitantes (INE 2024).

## Geografía
El pueblo presenta de cuevas, algunas labradas a mano y otras de origen natural, que son utilizadas por los habitantes para la fabricación artesanal de vino.

## Historia
A mediados del siglo XIX, la villa tenía contabilizada una población de 326 habitantes. Aparece descrita en el decimosexto volumen del Diccionario geográfico-estadístico-histórico de España y sus posesiones de Ultramar de Pascual Madoz de la siguiente manera:

VILLANUEVA DE GUADAMAJUD: v. con ayunt. en la prov. y dióc. de Cuenca (6 leg.), part. jud. de Huete (3), aud. terr. de Albacete (24) y c. g. de Castilla la Nueva (Madrid 18): sit. á corta dist. del r. Guadamajud, en el centro de un terreno llano y rodeado de montañas por todas partes, se halla en una hondonada que oculta la pobl.; poco combatida de los vientos, y con clima frio y húmedo, y sujeto á algunas intermitentes. Consta de 82 casas de mediana construccion y algunas nuevas; hay escuela de primeras letras, concurrida por 20 niños y dotada con una corta retribucion que dan los padres de los discípulos; para surtido del vecindario tiene una fuente de agua salobre á 1/4 de leg. de la pobl.; la igl. parr. (San Pedro ad vincula) está servida por un cura de entrada y un sacristan; el edificio es regular, pero los altares y ornamentos valen poco: al N. y E. del pueblo hay 2 ermitas Ntra. Sra. de Guadamajud y San Francisco de Asís. El térm. confina por N. con el de Gascueña y Villarejo del Espartal; E. Ventosa; S. Castillejo del Romeral y Bonilla, y O. Peraleja: en su jurisd. se hallan 3 desp., el uno al O. denominado Montuenga de comun aprovechamiento con Peraleja, otro al S. Villarejo Caido y el de Matamala al S. El terreno disfruta de monte y llano, es de mediana calidad tanto la parte que tiene de rubial como la de rostroarena: el r. ya citado cruza por su térm. y se incorpora al r. Mayor para despues juntarse al Guadiela: al SO., hay un monte poblado de mata baja de carrasca y titulado Boca Negra. Los caminos son locales y malos: la correspondencia se recibe de la estafeta de Huete, dos veces á la semana. prod.: trigo, cebada, centeno, avena, azafran, alazor, vino, aceite y legumbres; se cria ganado lanar y cabrio, y caza de liebres, conejos y perdices. ind.: la agrícola, 1 molino haiinero, 2 de aceite, 3 tejedores y demas oficios indispensables. comercio: la importacion de arroz, bacalao, telas de algodon y otros géneros, y la estraccion de cereales, algun vino y aceite. pobl.: 82 vec., 326 almas. cap. prod.: 1.050,420 rs. imp.: 52,521. El presupuesto municipal asciende á 2,600 rs., y se cubre con el prod. de los puestos públicos y el de un monte de propios.
(Madoz, 1850, p. 203)

## Demografía
Villanueva de Guadamejud cuenta con una población de 53 habitantes (INE 2024).
| Gráfica de evolución demográfica de Villanueva de Guadamejud entre 1842 y 2021 |
| |
| Población de derecho según los censos de población del INE Población de hecho según los censos de población del INEEn estos censos se denominaba Villanueva de Guadamajud: 1842, 1857, 1860, 1877, 1887, 1897, 1900, 1910, 1920, 1930, 1940, 1950, 1960, 1970, 1981 y 1991 |

Es una pequeña población rural cuyo número de habitantes se reduce en invierno y se incrementa en verano, en función de la presencia de personas que emigraron del mismo y regresan periódicamente.

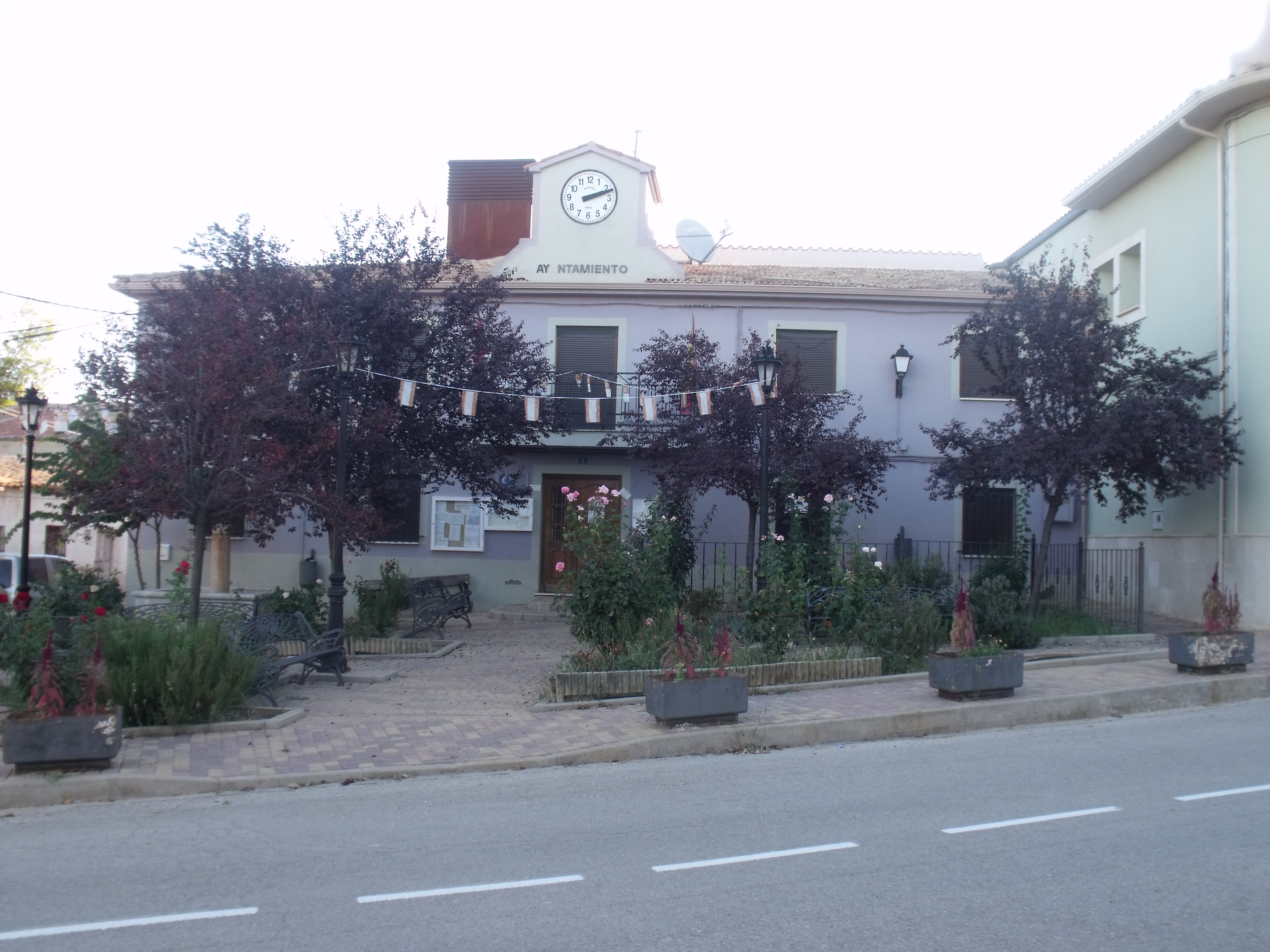
Ayuntamiento
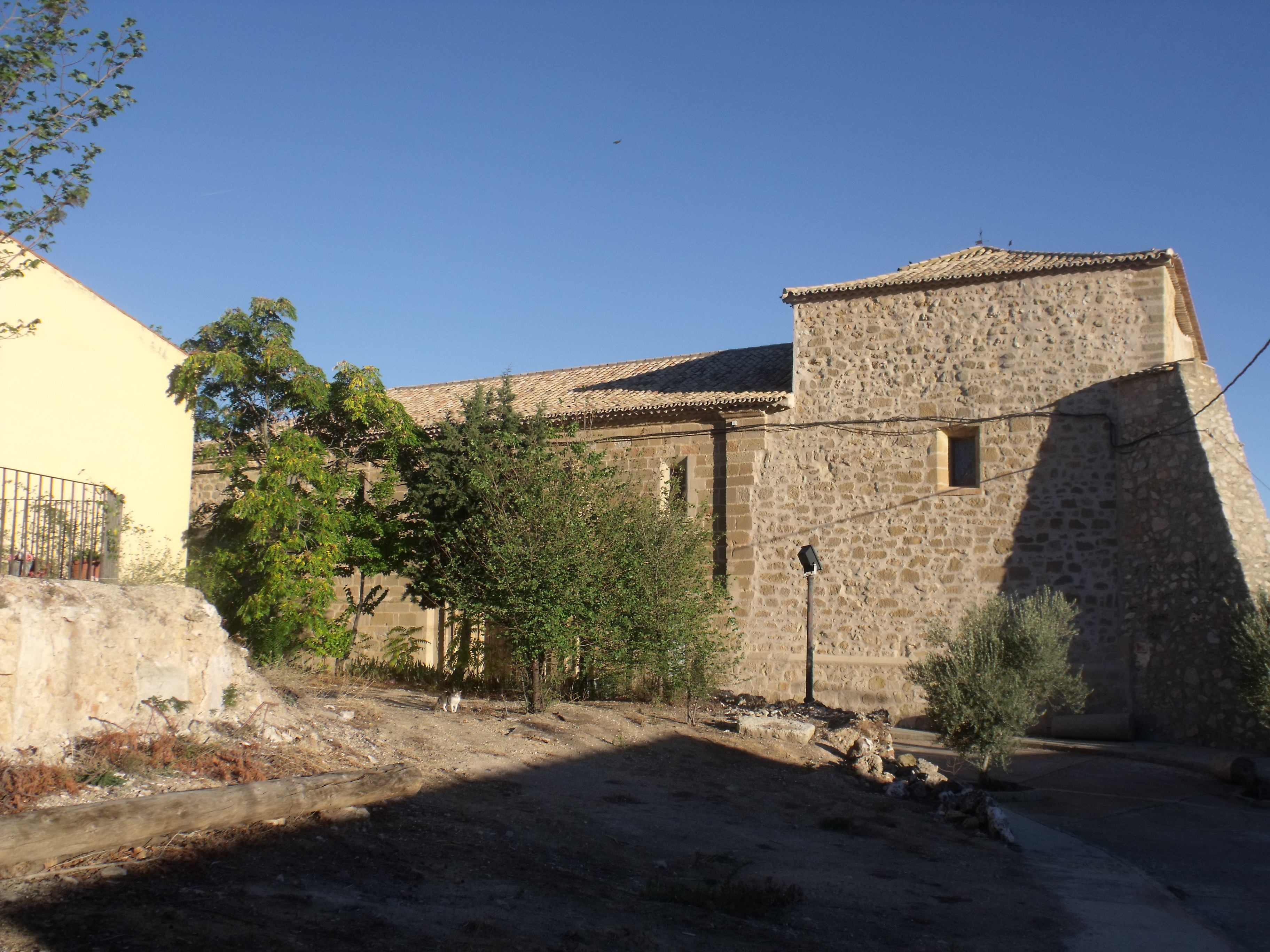
Iglesia de San Pedro ad Vincula
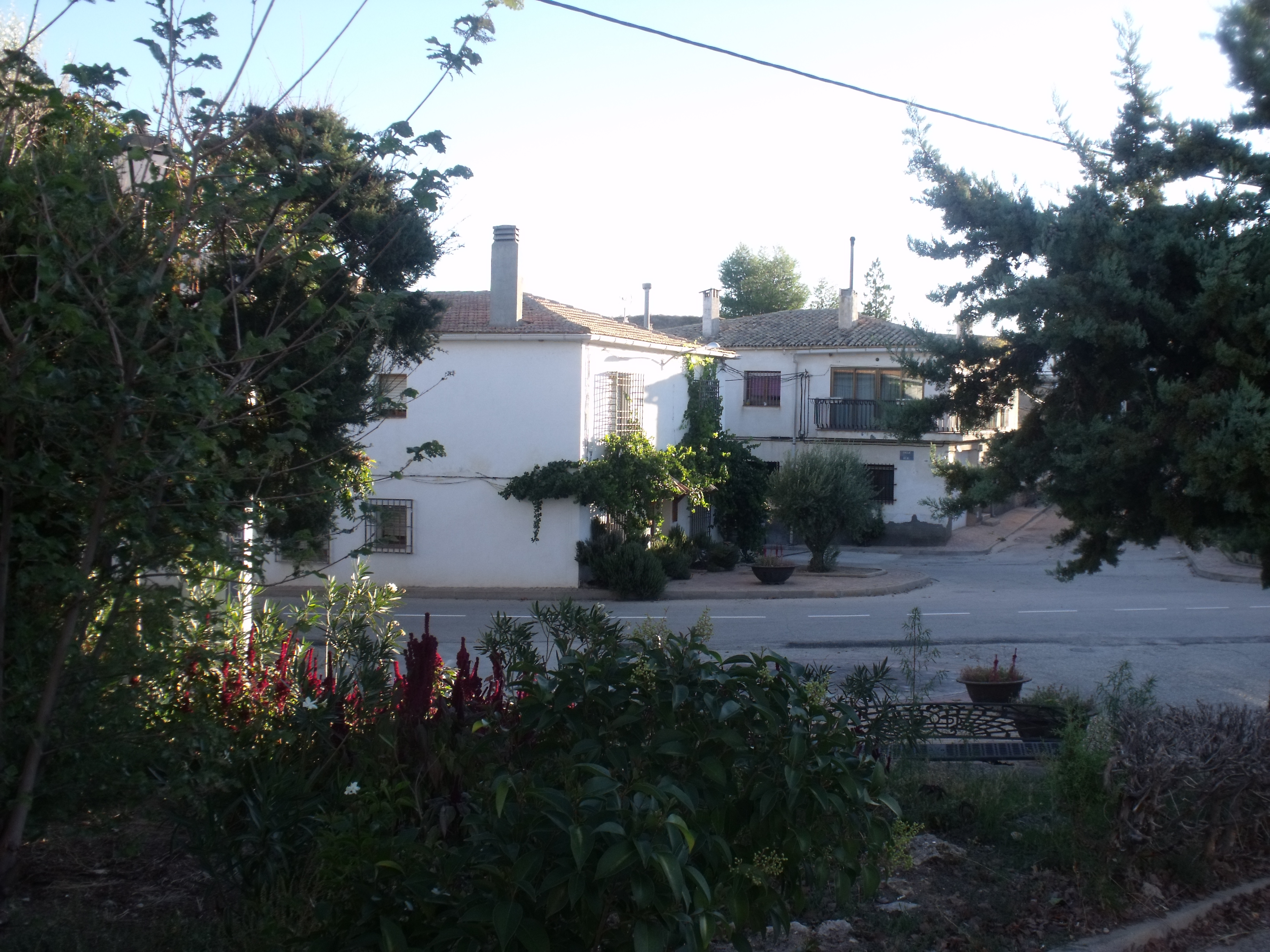
Plaza de España